# Vo Chi Cong
Vo Chi Cong (født 7. august 1912, død 8. september 2011) var en vietnamesisk kommunistisk politiker og præsident i Vietnam fra 1987 fra 1992.
Võ Chí Công blev født i Quảng Nam-provinsen i 1912. Han blev først politisk aktiv i 1930, da han sluttede sig til Phan Bội Châu og Phan Chu Trinh, to tidligere vietnamesiske nationalister, der var i kampen mod det franske koloniregime. Han sluttede sig til Det kommunistiske parti i Vietnam i 1935, og han kæmpede sammen med den vietnamesiske modstandsbevægelse  mod besættelsesmagten Frankrig under anden verdenskrig.